# Hs 297 (ロケット)

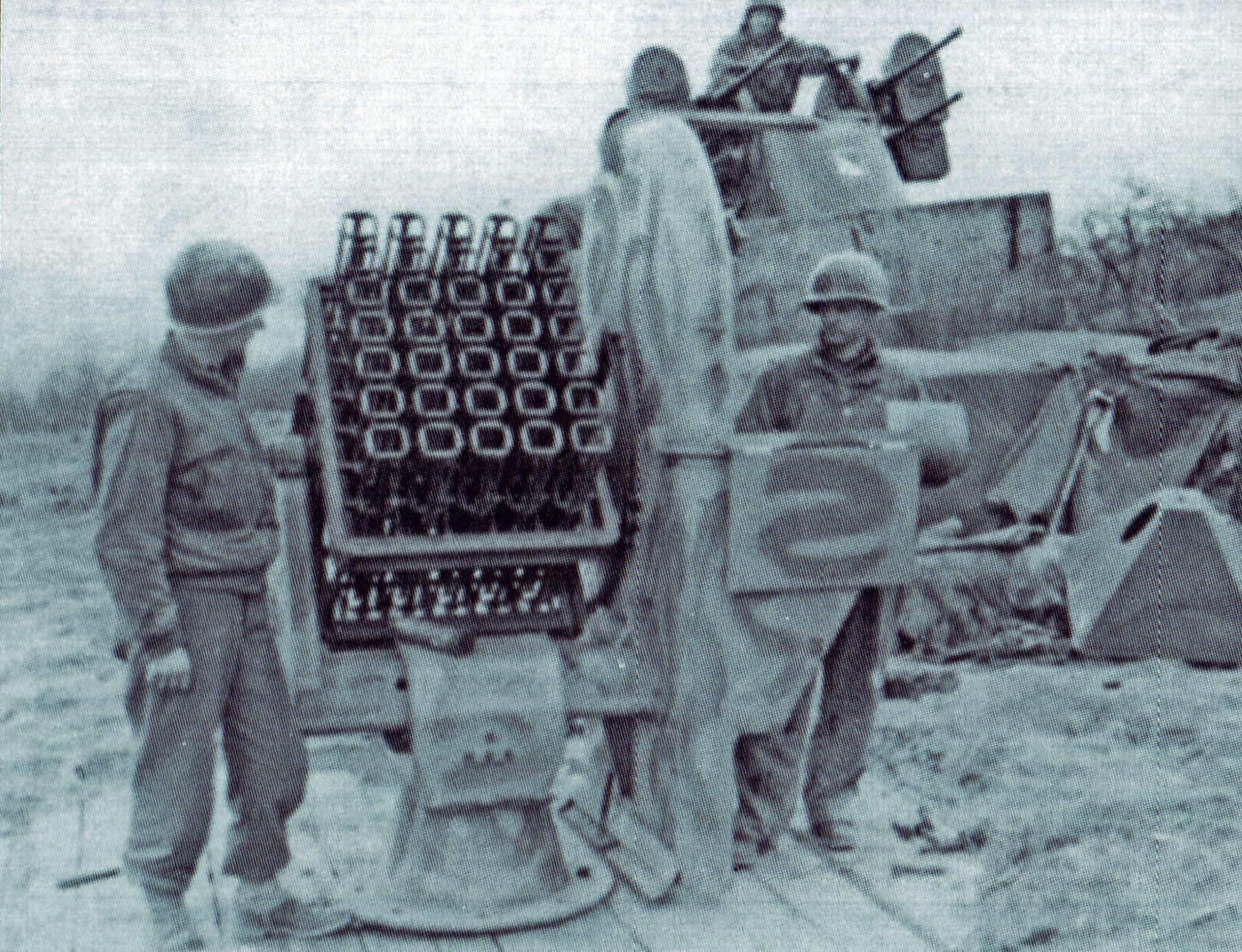
アメリカ軍兵士に鹵獲されたフェーンロケット発射器。この兵器にはときおりビールケース対空砲のあだ名が付けられた

ヘンシェル Hs 297 フェーンは、第二次世界大戦時にドイツで使用された小型の地対空ロケット弾である。
原則的にこの兵器はフリーガーファウストに類似する。主な違いになっているのはHs 297が肩付け式の兵器として設計されていない点である。両方のシステムとも、無誘導形式のロケットとして作動する幾門かの小口径兵器が、低空飛行する敵機に対して用いられる。
このロケットは口径が7.29cmであり、全長は29.5cm、また全重は2.7kgだった。単純に設計されたラックには35発（5x7）のロケットを装填し、発射が行われる。また数発のロケットが同時に射撃された。個別のロケットを発射することもできた。射程は1,200mである。照準は半円形状バイザーを介した直接照準によって行われた。
国民突撃隊での大量配備のため、この兵器は公式に「Volk-Fla-R-Werfer」と呼ばれた。これは「Volkssturm-Flugabwehr-Raketenwerfer（国民突撃隊対航空機ロケット発射器）」の省略形である。1945年2月まで、50基が配備され、兵員の訓練用として提供された。発射器架のうち24基はレマーゲン地区の「3./FlakLehruVersAbt 900 (o)」（第3対航空機訓練および試験師団）に割り当てられ、1945年4月2日、連合軍の戦闘爆撃機に対して初めて用いられた。数日が過ぎてレマゲンのルーデンドルフ橋を奪取した後、アメリカ軍は無傷と思われる発射器の幾つか（機密に分類された）を手に入れている。
最も量産された例にBa 349ナッターがあり、有人式の垂直離床ロケット迎撃機であるこの機体の機首部分には24発の「フェーン」ロケットを収めた発射器が装着された。Ba 349が実戦投入されなかったことは知られているが、このロケット兵器は大規模に地上試験が行われていた。
海軍でも艦艇の対空火器として採用した。軽量で反動がないという特性から、おもに駆逐艦、水雷艇、掃海艇等小艦艇の防空火力増強用に搭載された。